# 聶濟時
聶濟時，江西省饒州府萬年縣人，清朝政治人物、同進士出身。
光緒六年（1880年），参加庚辰科殿試，登進士三甲第58名。同年五月，著分部學習。